# Черкаський обласний краєзнавчий музей

Черкаський обласний краєзнавчий музей. 12 березня 2019 р.

Черка́ський обласни́й краєзна́вчий музе́й — обласний краєзнавчий музей у місті Черкасах, найбільше зібрання матеріалів і документів з природи, історії, етнографії й культури Черкащини.
Музей розташований в історичній частині міста за адресою: вул. Слави, буд. 1, м. Черкаси-18001, Україна.
Музей є одним із найбільших в Україні. Щороку музей відвідує до 200 тисяч осіб; значна їх частина — діти та молодь. Черкаський обласний краєзнавчий музей постійно відкриває десятки нових виставок, що дає змогу ширше знайомити відвідувачів із музейними фондовими колекціями й популяризувати їх.

## Історія

Меморіальна дошка біля входу до музею

Черкаський обласний краєзнавчий музей був заснований у травні 1918 року за ініціативою місцевого осередку товариства «Просвіта» і вчительської громадськості міста як історико-педагогічний музей ім. Т. Г. Шевченка. Керівником ініціативної групи й першим директором музею став Дмитро Панасович Бочков.
Основою музейної колекції стали матеріали 35-го Орловського і З6-го Брянського полків колишньої російської армії. Серед полкових реліквій були військові знамена, зброя, військові відзнаки. До фондів музею надходили картини, гобелени, килими, різні коштовні речі, що були реквізовані з навколишніх панських маєтків та церковних установ.
Населення міста передавало предмети побуту, знаряддя праці тощо. Так до музею потрапили колекція опудал і картин домів Лисакова і Гаркавенка, мінералогічна колекція Козловського, ентомологічна колекція Балковського, колекція монет, медалей та інших речей, твори образотворчого мистецтва з маєтків графів Бобринських, Балашових, Браницьких. У музеї зберігалися картини багатьох видатних художників, зокрема майстрів старих європейських шкіл.
У 1922—1926 роках в музеї працювало три співробітника, які займалися систематичним вивченням Черкащини, Шевченківщини, проводили розкопки Маслівського глинища, вивчали Притясмин. Музейники влаштовували тимчасові виставки: у 1918 р. — мінералогічно-палеонтологічну виставку Козловських; у 1920,1922, 1924 рр. — Шевченківську; у 1922 — санепідеміологічну; у 1923 — туберкульозну; 1925 — гончарних виробів; 1926 р. — пам'яті 1905 р.; у 1924—1925 рр. демонстрували історико-революційну Черкащину.
У середині 20-х рр. XX ст. музейна колекція налічувала майже 15 тисяч експонатів, а книжковий фонд музейної бібліотеки становив понад 13 тисяч томів і всі фонди постійно зростали.
Колекції та експозиція були впорядковані згідно правил і вимог музейної справи: всі експонати інвентаризовані, експозиція оснащена етикетажем, вікна заґратовані, а вночі будинок охороняв сторож.
Будинок Черкаського музею знаходився по вулиці Гоголівській, 116, на садибі площею 160 кв. сажень. Під будинком було зайнято 128,31 кв. сажня. Будинок мав 1,5 поверхи: зверху музей, внизу кімнати співробітників, і резервний фонд.
Згідно звіту Д.Бочкова музей в Черкасах мав шість відділів: 1-й археологічний займав площу 2,54 кв. саж.; загальна кількість експонатів налічувала 1700 шт., які експонувалися на столику, у шафі, етажерці, а в аптечних вітринах були виставлені артефакти з розкопок с. Маслова.
Другим відділом був краєзнавчий кабінет. Його площа становила 4,09 кв. саж. Експозиційний ряд представляли етимологічні експонати в 1 шафі, малюнки та книги (50 шт.) Цей відділ з 1.03 1926 р. очолив Балковський, він же був і фундатор збірки.
Художнім відділом опікувався сам директор Дмитро Бочков. У відділі налічувалося 226 експонатів це: картини, 12 шт. меблів, посуд, скульптура. Експозиційна площа становила 9,82 кв. саж. Окрім художнього, відділ мав два структурних підрозділи: церковних культів і військовий. Так, підвідділом церковних культів завідував тов. Ткаченко. Тут налічувалося 371 одиниця, переважно це були вікна, церковне начиння, одяг. Під експозицію було виділено 4,09 кв. саж., а експонати демонструвалися у вітринах типу столів. У військовому підрозділі (3.77 кв. саж.) обліковано було 1086 експонатів. Групу складали монети, паперові гроші, портрети старшини, зброя, пам'ятки часу революції 1917 р. та бандитизму (тобто збройних виступів населення проти більшовицької влади прим. автора).
Відділ етнографічний займав кімнату площею 7,22 кв. саж., тут на 4-х вітринах типу столів розміщувалося 423 експонати з них найбільшу групу складали писанки — 183 атрибутованих, та ще не облікованих 190 од., 4 килими, посуд, малюнки.
В п'ятій кімнаті експонувалися речі з панських будинків, тому відділ мав назву — «панського побуту» (2, 46 кв. саж).
Найбільшим був 6-й відділ природознавчий, яким завідував тов. Тимник. Відділ займав 2 кімнати (24 кв. саж.) і налічував 5000 предметів зоологічних, ботанічних, геологічних, мінералогічних, ентомологічних. Весь музейний матеріал експонувався у скляних шафах та вітринах типу столів.
Окремо у вестибюлі (12,11 кв. саж.) експонувалися картини релігійного змісту, закордонні гончарні вироби (порцеляна). Музей охоронявся
Великих збитків завдала музею тимчасова окупація міста 1941—1943 рр., коли частина фондів, що евакуювались, потрапила під бомбардування, а ще частина була захоплена окупантами. Всього за роки війни було втрачено майже 4 тис. музейних предметів, серед яких були і раритети. Загальну суму втрат музею згідно державного акту від 12 квітня 1944 р. встановили 698134 крб. в тодішніх грошах. Частково було зруйноване й допоміжне приміщення музею.
Завдяки невтомній праці колективу, який складався всього з 10 працівників, під керівництвом Семашка Всеволода Васильовича (директора музею в 1944—1945 рр.), 1 травня 1944 р. музей першим в Україні прийняв відвідувачів звільненого від нацистів краю. У 1945 р. директором музею призначено демобілізованого після поранення офіцера Івана Івановича Кравця.
У 1948 р. музей мав відділи природи і історії, фонди нараховували 10386 одиниць збереження, книжковий фонд становив 5727 примірників книг для службового користування. В тому ж році музей відвідало 47147 осіб, з них 13718 дорослих, 21937 — школярів, 11492 — дошкільнят. Було проведено 232 екскурсії.
Гарні перспективи для подальшої успішної діяльності музею відкрилися з утворенням 7 січня 1954 р. Черкаська область із центром у Черкасах.
Постановою Ради Міністрів УРСР від 21 липня 1954 р. Черкаський міжрайонний краєзнавчий музей був реорганізований у обласний краєзнавчий музей. Однак ще тривалий час його матеріальна база і штати залишалися без змін. Лише згодом були внесені корективи до штатного розпису, виділено спецавтомашини з кіноустановкою.
У 1960-ті рр. музей стає науково-методичним центром краєзнавчого руху Черкащина. За допомогою музейних фахівців і методистів в районах та селах області створюються музеї та музейні кімнати. Музей в цей час очолювали — Загребельний Григорій Іванович (1960—1968 рр.), Грушкін Віктор Михайлович (1968 р.) та Антоненко Степан Семенович (1968—1970 рр.).
У 1970 р. колектив музею очолив Іван Данилович Ракітін, який поставив питання про будівництво нової споруди, оскільки зношеність старого приміщення музею становила більше 70 %, і виключала можливість його ремонту.
З 1973 р., після закриття експозиції для відвідувачів, розпочинається новий, позначений напруженою працею, період в історії музею.
В цей час музей очолює Герой Радянського Союзу Митрофан Єгорович Малущенко, зусилля якого разом з заступником директора з наукової роботи Павло Петрович Соса та колективом музею спрямовуються на розробку концепції майбутньої експозиції, наукове комплектування фондів, будівництво нового приміщення, написання тематико-експозиційного плану та розробку монтажних листів.
Починаючи з 1982 р. директором музею був Кузьмін Анатолій Іванович, який очолював будівництво споруди і брав участь у створенні нової експозиції музею.

## Нова сучасна споруда музею
8 травня 1985 р. було відкрито музей у новозбудованому приміщенні біля Пагорбу Слави. Є версія, що за задумом

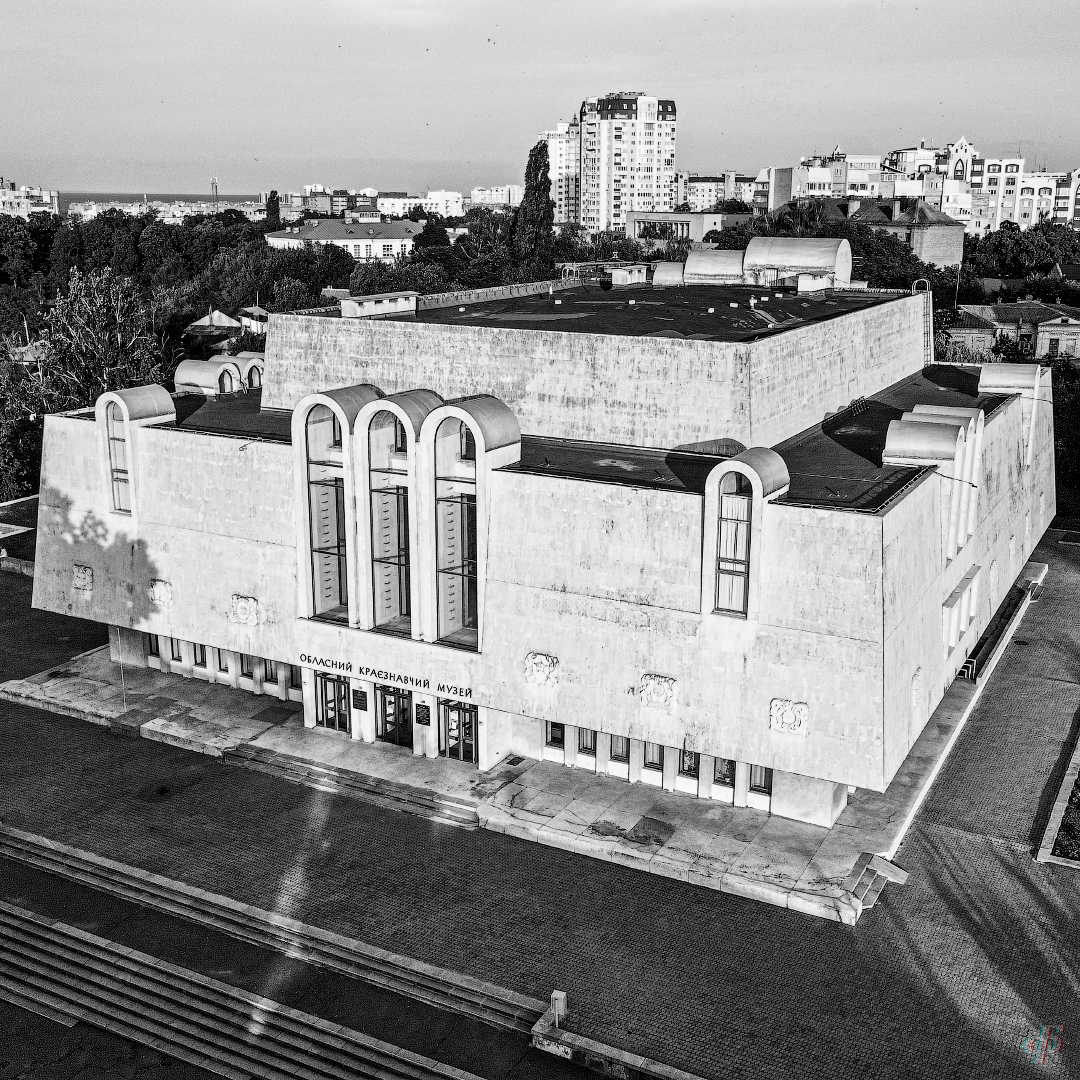
Черкаський обласний краєзнавчий музей. Проект Черкаських архітекторів Леоніда Кондратського, Віктора Собчука та Сергія Фурсенка (1986 р.).

авторів уся будівля має асоціюватися з козацько-гетьманською скринькою-скарбницею як сховищем матеріальних і духовних цінностей народу.
Нове приміщення побудоване трестом «Черкаси житлобуд» по проекту розробленому Черкаською філією інституту «Гіпроцивільпромбуд». Автори проекту черкаські архітектори Л. С. Кондратський, Н. Я. Собчук, С. М. Фурсенко, інженер А. П. Стеценко. Консультант — І. Дубовий. Ця ж авторська  група архітекторів розробила ескізний проект оформлення.
Для оздоблювальних робіт були використані довговічні матеріали: граніт запорізьких  родовищ, уральський мармур, закарпатський туф, кримський вапняк; кримський вапняк виготовлений на Волині, алюмінієві конструкції — продукція Броварського заводу алюмінієво-будівельних конструкцій.
Оформлення експозиції виконано художниками-оформлювачами Черкаських художньо-виробничих майстерень, художньо-оформлювального комбінату та Київського об'єднання «Художник», більшість макетів виготовлені Харківським художньо-виробничим комбінатом.
Об'єм приміщення 32 тисячі метрів куб, корисна площа 6000 м кв. експозиція розміщена в 30 залах, на площі — 2800 м кв. Нове приміщення в 16 разів більше за старе. На експозиційній площі розміщено більш ніж 12 тис. експонатів. Вестибюль прикрашений гобеленами, витканими решетилівськими ткалями з Полтавщини, створеними за ескізами київського художника, заслуженого художника УРСР Жоголь Л. В.

## Структура музею
Експозиція музею розміщена в 30 залах на площі 2800 м². Вона має розділи: природи краю, археології, етнографії, історії краю XIV — початку XX століття, історії краю від 1917 року і сучасність та велика зала вшанування пам'яті пророка України Т. Г. Шевченка, низка окремих залів, присвячених видатним землякам, уродженцям Черкащини або відомим особам, чия діяльність пов'язана з «Шевченковим краєм» (поет Василь Симоненко, ботанік і селекціонер Володимир Симиренко, політик В'ячеслав Чорновіл.
Експозиція музею представляє широкий діапазон тематичних відділів, де гармонійно розподілені в історичній періодизації близько 12 тисяч експонатів. Фондова ж колекція музею становить 160 тис. одиниць збереження основного та науково-допоміжного фондів.
Раритетами музею є колекція стародруків, ікон, етнографічна та археологічна колекції, оологічна колекція О. В. Носаченка. Музей володіє унікальною колекцією Шевченківських видань, яка налічує понад 330 музейних предметів, — це прижиттєві та посмертні видання творів Т. Г. Шевченка, переклади на мови народів світу, видані в різний час, в різних державах.

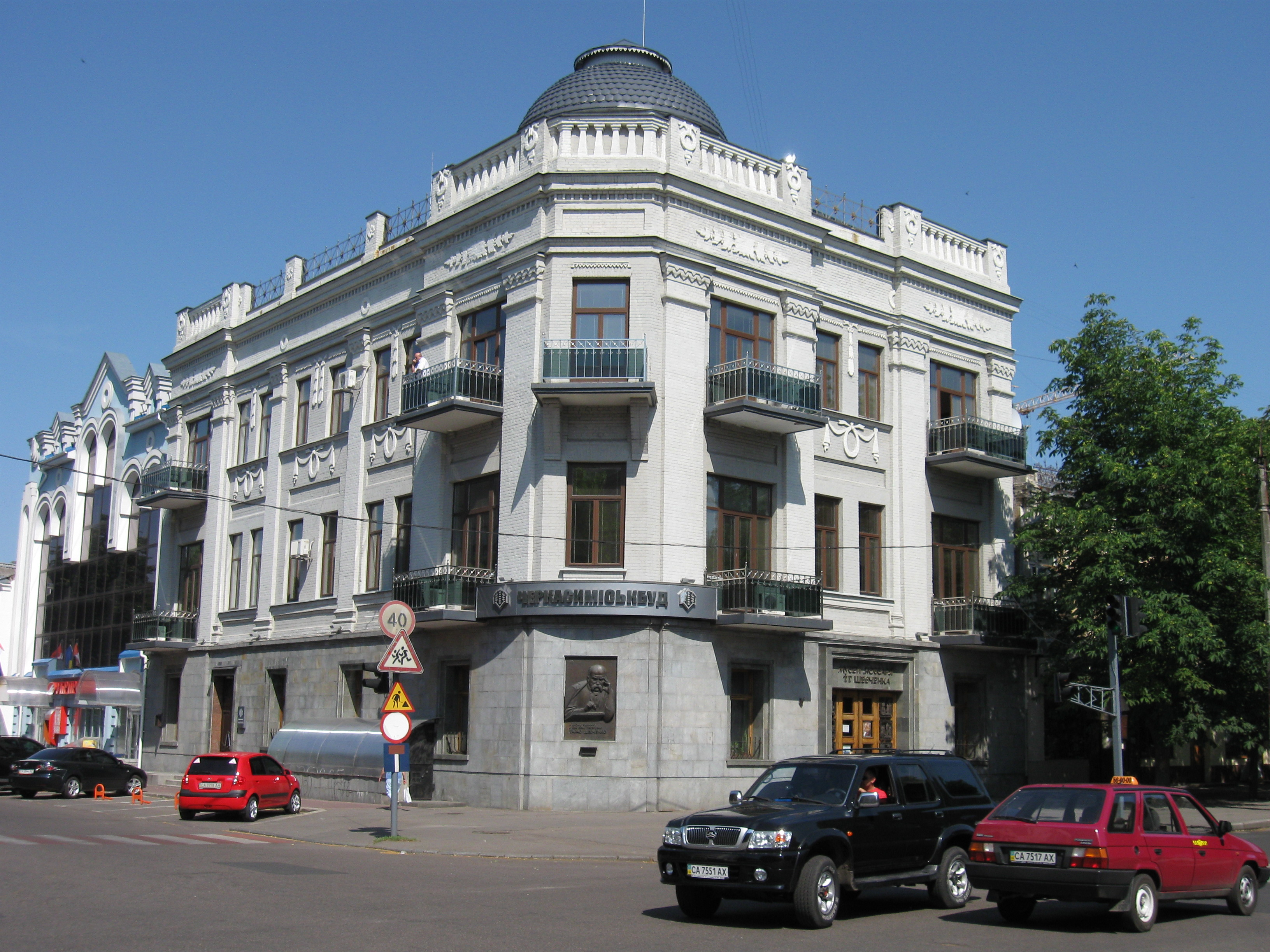
Музей Кобзаря Т. Г. Шевченка в Черкасах

Серед унікальних експонатів чільне місце посідає колекція речей козацької доби.Це, перш за все, козацька зброя: пістолі, гармати різного калібру і розміру, порохівниці. В експозиції можна побачити абардажні списи, бойові сокири, рушниці, козацькі люльки. Та гордістю музею є двері І-ї половини XVIII ст. із зображеною на них народною картиною «Козак Мамай».
Експозиція поділяється на тематичні відділи: відділ природи краю (5 залів), археологія краю (2 зали), історія краю 14 — поч. 20 ст. — (5 залів), відділ історії краю з 1917 по 1941 рр. — (4 зали), Черкащина у ІІ Світовій війні — (2 зали), відділ етнології краю — (3 зали), культура, наука, освіта краю (2 зали). Виставкові зали: «Спортивне сузір'я Черкащини» розповідає про видатних спортсменів Черкащини, «Черкащани — ліквідатори аварії на Чорнобильській АЕС», виставка голограм, зал Т. Г. Шевченка, «Майдан очима Черкащан» та зал «Війна триває» присвячений участі черкащан у російсько-українській війні 2014—2023 рр.
У музеї працюють відділи: науково-експозиційний відділ історії краю (сектори: природи краю, археології, етнології, сучасної історії, воєнної історії краю), науково-просвітницької роботи, методичної та пам'яткоохоронної роботи, відділ фондів. Постійно проводяться оглядові та тематичні екскурсії, виставки, майстер-класи, творчі зустрічі, екскурсії містом.
На правах відділів Черкаського обласного краєзнавчого музею функціонують:
1. Музей «Кобзаря» Т. Г. Шевченка — м. Черкаси-18000, вул. Б. Вишневецького, 37
2. Мліївський меморіальний музей родини Симиренків - с. Мліїв-19511, Городищенський р-н
3. Музей історії села Старосілля — с. Старосілля-19510, Городищенський р-н[4]
4. Музей-садиба Героя України В. М. Чорновола, с. Вільхівець, Звенигородський р-н;
5. Музейна кімната "Робочий кабінет Василя Симоненка" (м. Черкаси, вул. Хрещатик, 251):.
6. Музей Т. Г. Шевченка у с. Мошни — 19615, с. Мошни, Черкаського району Черкаської області, вулиця Шевченка, 14

###### Керівництво музею
9 червня 2017 року Черкаська обласна Рада більшістю у 55 голосів затвердила рішення конкурсної комісії з обрання директора Черкаського обласного краєзнавчого музею. Рішення конкурсною комісією було прийнято ще в березні 2017 р. Тоді переможцем конкурсного добору було оголошено Ірину Собко.

## Галерея (червень 2009 року)

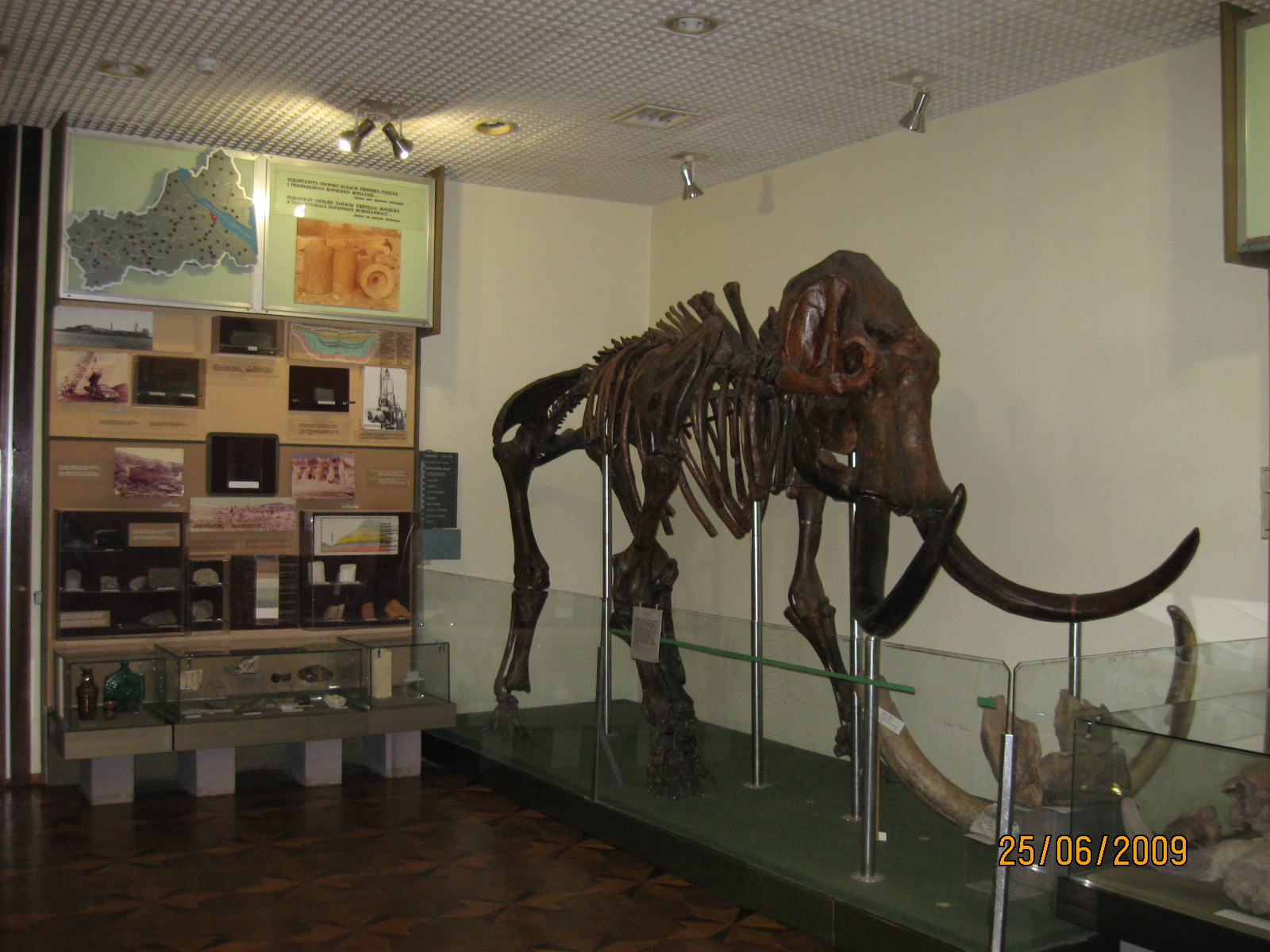
Кістяк мамонта, автор — В.І. Свистун (м. Київ)
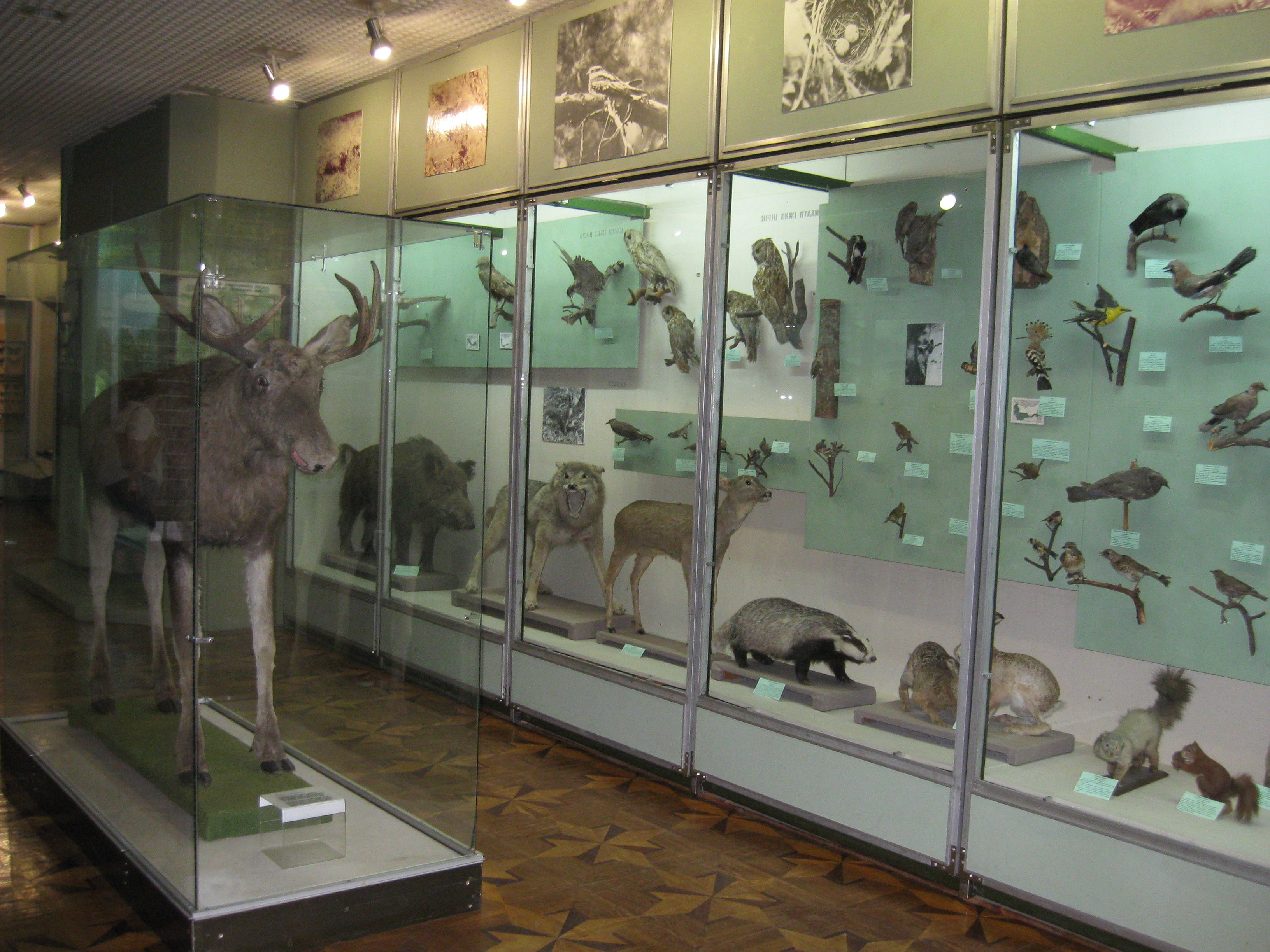
Зала тваринного світу Черкаської області
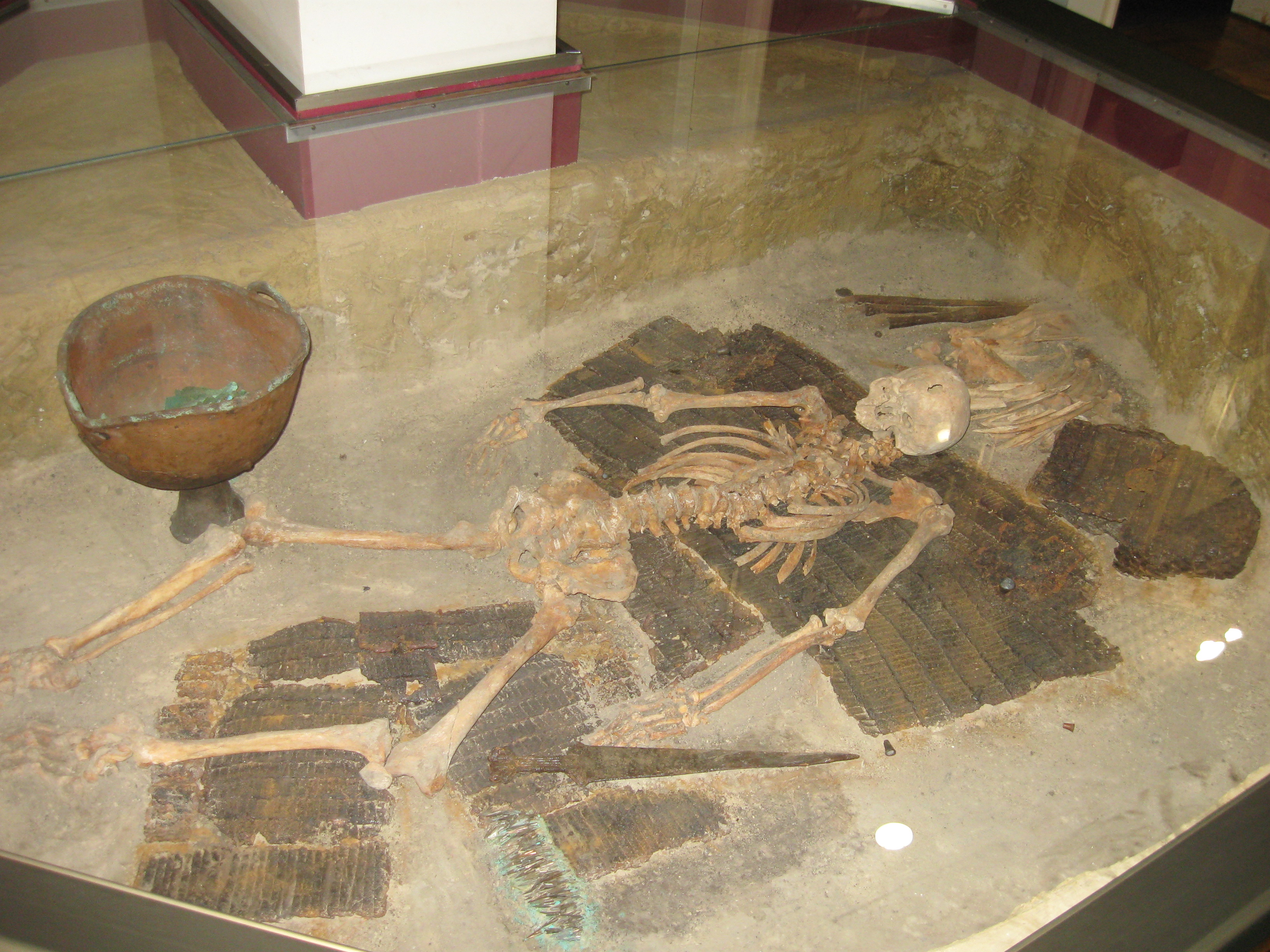
Скелет скіфського воїна
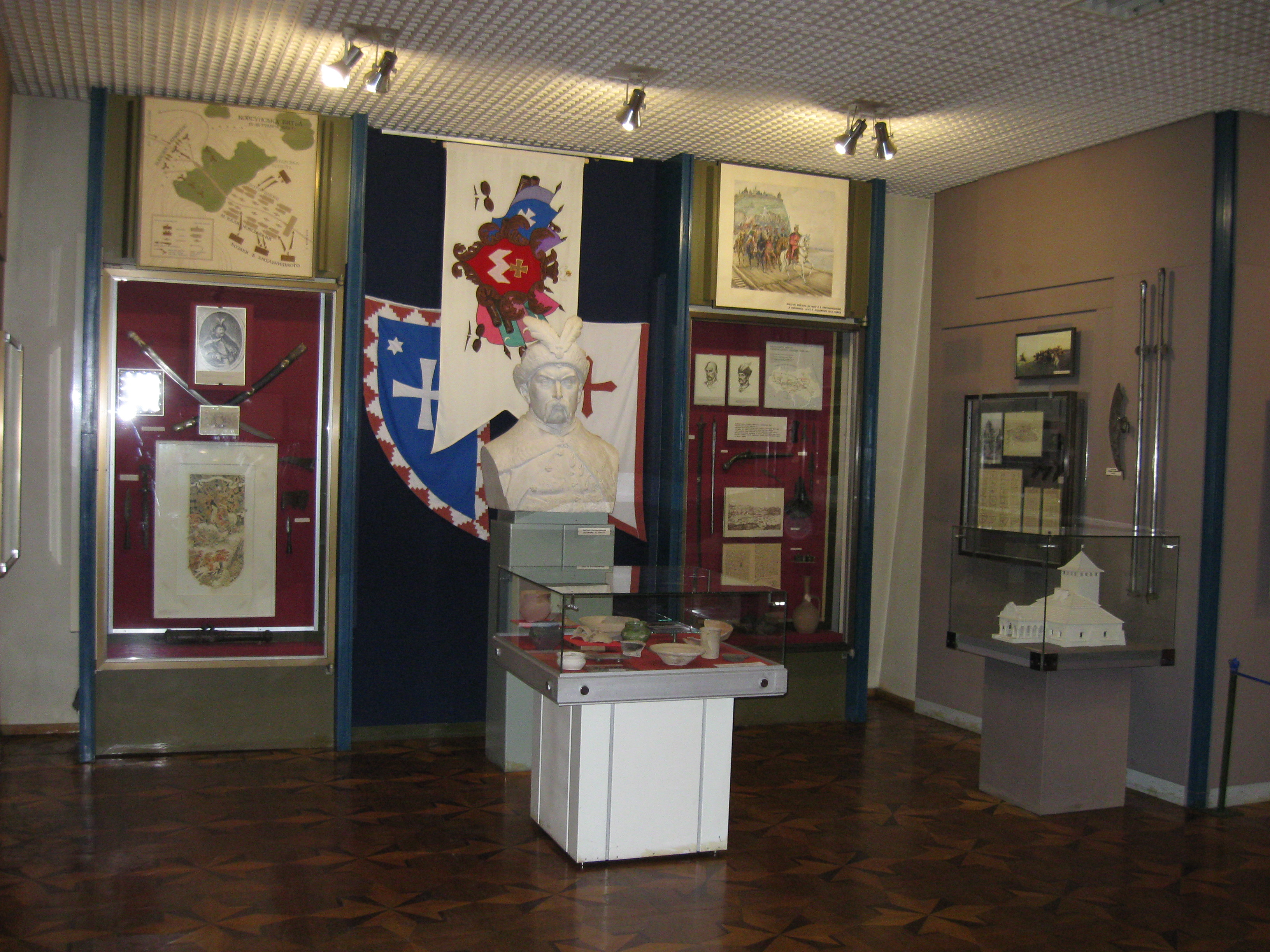
Зала визвольних змагань середини XVII ст.
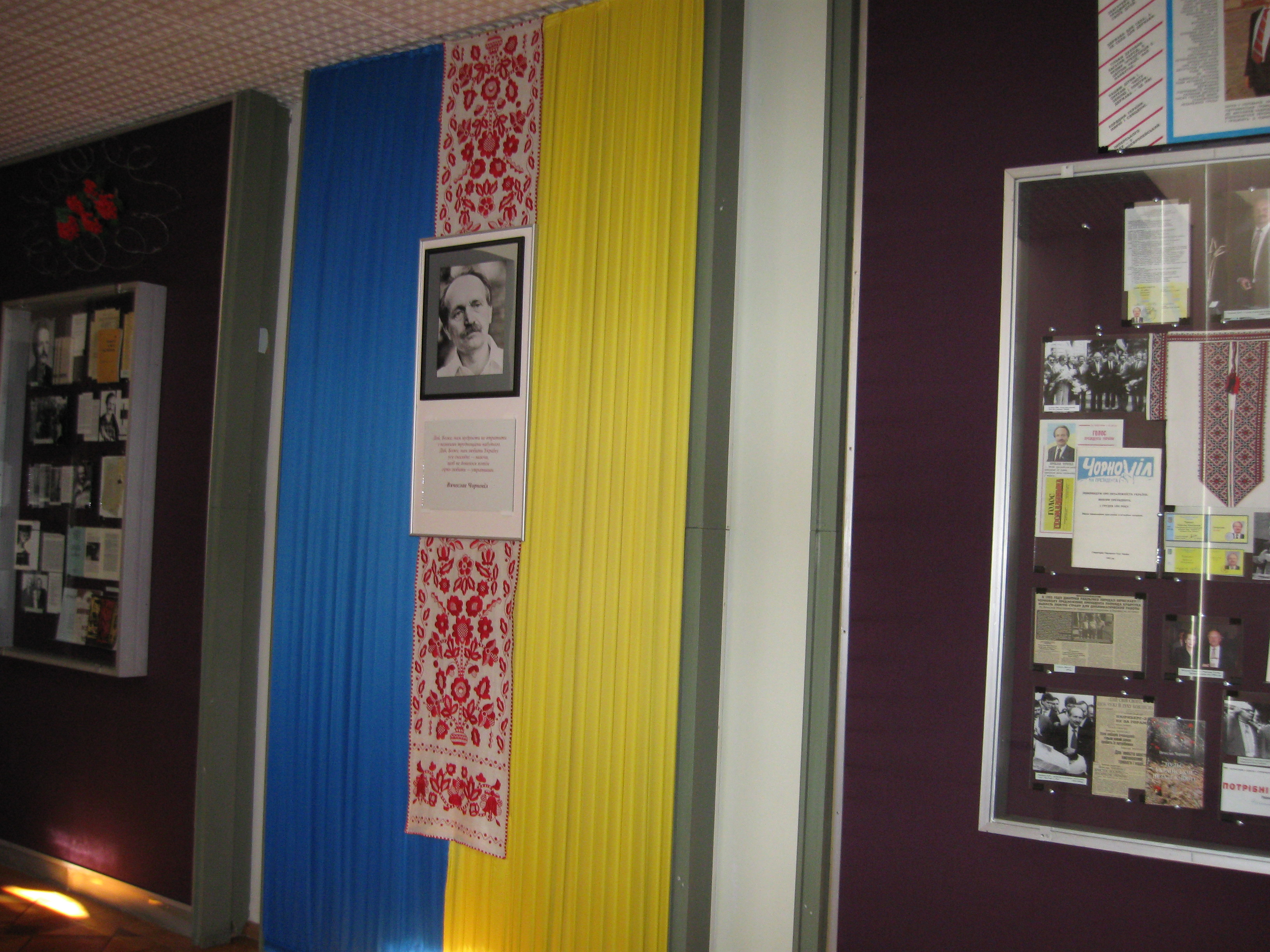
Зала В'ячеслава Чорновола
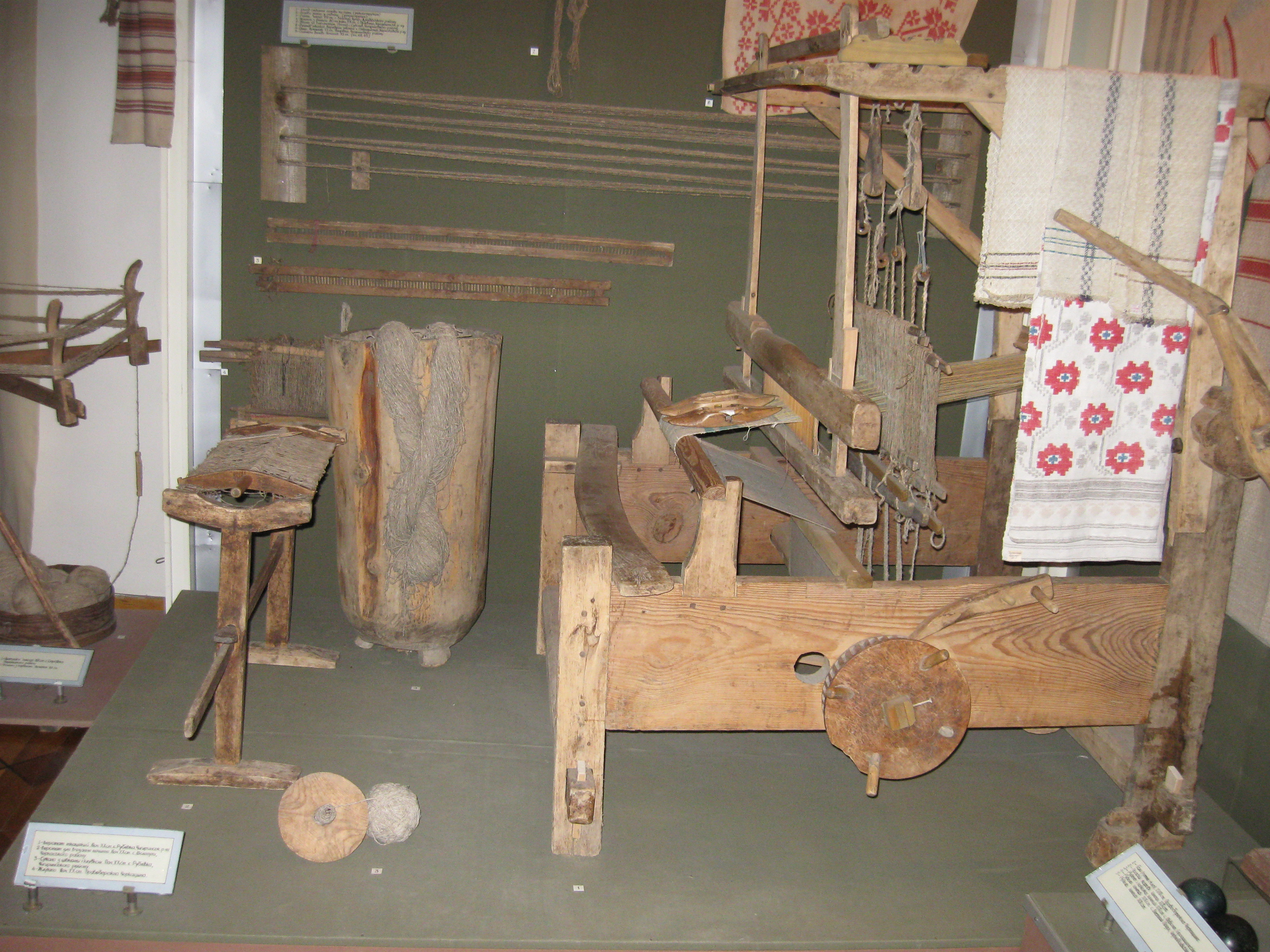
З етнографічної експозиції у музеї
Скульптурна композиція «Мати-Черкащина» (автор — скульптор А.В. Кущ, 1984)

## Виноски
1. 1 2 3  Черкаський обласний краєзнавчий музей. Фотопутівник. (присвячено 50-річчю утворення Черкаської області)., Черкаси: «Брама», 2004
2. ↑  Державний архів Черкаської області, Ф.Р-150, оп.1, сп.5
3. 1 2 3  Під редакцією Григоренко, Григоренко Тетяна Олександрівна, Собко Ірина Василівна, Лепський Владлен Володимирович, Лепська Леся Леонідівна, Черкашенко Оксана Ігорівна, Лепський В'ячеслав Владленович (2018). Черкаський обласний краєзнавчий музей. Ювілейне видання до 100-річчя заснування Черкаського обласного краєзнавчого музею (Українська) . Черкаси: Андрощук П. С. с. стор. 3-12. ISBN 978-966-2092-25-7. {{cite book}}: |pages= має зайвий текст (довідка)
4. ↑  Музеї Черкаської області [Архівовано 15 липня 2011 у Wayback Machine.] на «Музеї України» [Архівовано 15 липня 2011 у Wayback Machine.]